# Parafia Miłosierdzia Bożego w Jeziorzanach
Parafia Miłosierdzia Bożego w Jeziorzanach – parafia rzymskokatolicka obejmująca wsie Jeziorzany i Ściejowice, należąca do dekanatu czernichowskiego w archidiecezji krakowskiej. Jej patronem jest Miłosierdzie Boże. Kościołem parafialnym jest kościół Miłosierdzia Bożego wybudowany w latach 1982–1985, poświęcony w 1985, a konsekrowany w 1995. Pierwszym proboszczem  parafii był ks. Józef Obyrtacz. Obecnym proboszczem jest ks. Andrzej Bartkowski.